# Invandring till Finland
Invandringen till Finland är den process genom vilken människor flyttar till Finland för att bosätta sig i landet. Många, men inte alla, blir finländska medborgare. Människor har migrerat till det område vi idag kallar Finland genom tiderna, emellertid har antalet invandrare och deras ursprung varierat.
I stora delar av Finlands historia har invandringen varit en viktig källa till befolkningstillväxt och kulturella förändringar. Invandringens ekonomiska, sociala och politiska aspekter har orsakat kontroverser om etnicitet, ekonomiska fördelar, jobb för icke-invandrare, bosättningsmönster, inverkan på social rörlighet, brottslighet och röstningsbeteende.
År 2011 fanns det 140 000 utrikes födda personer bosatta i Finland, vilket motsvarar cirka 2,7 % av befolkningen. År 2011 bodde det 244 827 personer i Finland med ett språk annat än finska, svenska eller samiska som modersmål, vilket står 4,5 % av befolkningen. Personer med främmande språk som modersmål (invandrarspråk) blev fler än de svenskspråkiga år 2014.

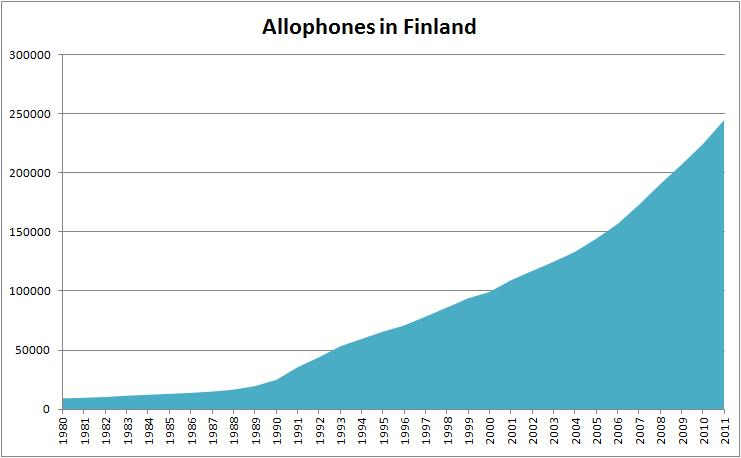
Antal invånare med annat modersmål än finska, svenska eller samiska i Finland, 1980-2011.